# Lettre paysanne
Pour plus de détails, voir Fiche technique et Distribution.
Lettre paysanne (Kaddu beykat) est un film sénégalais réalisé par Safi Faye. Il est sorti en 1975 et est le premier long métrage de la réalisatrice.

## Synopsis
À Fadjal, un petit village sérère du Sénégal, la récolte est mauvaise d'année en année. 
L'agriculture et l'élevage y sont les activités de subsistance. Le riz est cultivé par les femmes et les hommes sont chargés du mil et de l'arachide. Cependant, ce dernier est principalement pour l'exportation et les habitants n'y trouvent pas d'avantages. En effet, c'est une culture coloniale et la récolte n'est possible qu'une fois par an. 
Ngor et Coumba sont deux jeunes du village qui s'aiment. Afin de pouvoir marier sa dulcinée, Ngor est obligé de gagner de l'argent pour améliorer son niveau de vie. Il décide alors de se rendre en ville pour trouver du travail. Il obtient alors une certaine aisance financière et revient en héros dans son village. Le jeune marie finalement Coumba, ce qu'il voulait faire depuis deux ans. La nouvelle situation de Ngor éveille les consciences de la jeunesse et cette dernière entame une série d'expressions de mécontentements.

## Fiche technique
- Réalisatrice : Safi Faye
- Directeur de la Photographie : Patrick Fabry
- Chef Monteuse : Andrée Davanture
- Musique : Charles Diouf, Maya Bracher[2]
- Assistante Monteuse : Marie-Christine Rougerie
- Productrice : Safi Faye[1]
- Pays : Sénégal
- Genre : Docufiction et drame
- Année : 1975
- Durée : 1h38 min
- Couleur : Noir et Blanc
- Format : 16 mm[3]

## Distribution
- Assane Faye : Ngor
- Maguette Guèye : Coumba
- Safi Faye : La voix[4]
- Habitants du village de Fadjal[5]

## Production et distribution
Safi Faye a financé le film de ses propres moyens. Elle a aussi obtenu un financement du Ministère français de la Coopération. 
Quant à la distribution du long métrage, elle est assurée par la Cinémathèque Afrique de l'Institut Français.

## Festivals
Le film de Safi Faye a participé à plusieurs festivals et a gagné des prix.

### 1975
- Prix Festival International du Film de l'Ensemble Francophone (FIFEF), Suisse[6]
- Prix Georges-Sadoul, France

### 1976
- Prix de la Critique internationale
- Prix de l'Organisation Catholique Internationale du Cinéma (O.C.I.C.), Berlin [2]
- Prix au Festival panafricain du cinéma et de la télévision de Ouagadougou (FESPACO)[6]

### 2014
- Festival international du film documentaire d'Amsterdam (IDFA), Amsterdam
- Sélection : The Female Gaze
- Projection : deux fois au théâtre Tuschinski[1]